# Regnfang (Lars Muhl-album)
 For alternative betydninger, se Regnfang. (Se også artikler, som begynder med Regnfang)
Regnfang er det femte studiealbum af den danske musiker Lars Muhl, udgivet i 1996 på CMC. Det indeholder Muhls musik til Susanne Holms moderne ballet Regnfang, der blev opført af Susanne Holms musik- og danseteater på Gellerupscenen i Aarhus. På albummet medvirker blandt andre Kontra Kvartetten og operasanger Jesper Brun-Jensen.

## Spor
Alle sange skrevet og komponeret af Lars Muhl. 
| #   | Titel                                   | Længde |
| --- | --------------------------------------- | ------ |
| 1.  | "Organicmass" (The Ensemble)            | 4:44   |
| 2.  | "Aquabratch" (Viola)                    | 2:22   |
| 3.  | "Metamorphose" (Quartet and guitar)     | 5:36   |
| 4.  | "Percussive" (Quartet and drums)        | 4:54   |
| 5.  | "Mea Maxima Culpa" (Vocal and ensemble) | 4:02   |
| 6.  | "Reflection" (Violin and piano)         | 3:13   |
| 7.  | "Organicquartet"                        | 3:22   |
| 8.  | "Percussivequartet"                     | 2:25   |
| 9.  | "Aquaquartet"                           | 2:39   |
| 10. | "Wonderful" (Vocal and ensemble)        | 6:12   |
| 11. | "Reflection" (Piano)                    | 3:27   |

## Medvirkende

### Ensemblet
- Lars Muhl – piano på "Mea Maxima Culpa", Casio-keyboards, arrangement
- Jim Daus – piano på "Reflection", sequencer programmering, partiturer, arrangement
- Thomas Menzer – trommer, percussion
- Ole Svejgaard – bas
- Tommy Hansen – piano på "Mea Maxima Culpa", guitar på "Metamorphose"

Kontra Kvartetten:
- Anton Kontra – violin
- Boris Samsing – violin
- Peter Fabricius – bratsch
- Morten Zeuthen – cello

### Vokalister
- Jesper Brun-Jensen – vokal på "Wonderful"
- Sonja Richter – vokal på "Mea Maxima Culpa"

### Produktion
- Lars Muhl – producer
- Tommy Hansen – teknik
- Henrik Lund – teknik
- Ole Svejgaard – produktions-supervisor
- Kirsten Klein – coverfoto